# Han Dade

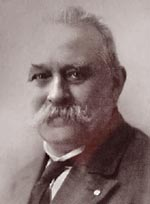
Han Dade

Henrich Daniël (Han) Dade (Nieuwer-Amstel, 9 februari 1878 – Castricum, 15 december 1940) was een Nederlands sportbestuurder. Hij behoorde samen met Floris Stempel en Carl Bruno Reeser tot de oprichters van Ajax. Hij overleed in 1940 op 62-jarige leeftijd.

## Persoonlijk leven

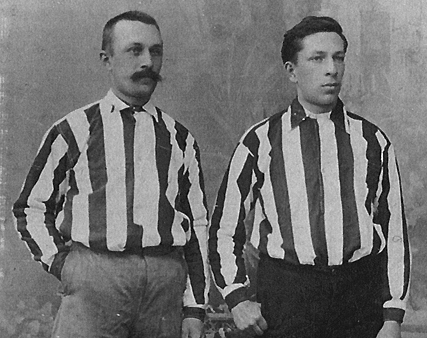
Han en Johan Dade.

Han Dade was de oudste zoon van de scheepstimmerman Hartwig Nicolaas Dade en Geertje Orthmann. Dade volgde de HBS aan de Weteringschans en werd daarna werkzaam als ambtenaar bij de PTT. Hij trouwde op 20 april 1905 met Geertruida Willemina Robaard (1871-1931) en kreeg in 1910 een zoon, Harrie Dade. Na het overlijden van zijn vrouw Geertruida in 1932 hertrouwde Dade met Henny van Lith. Han Dade overleed op 15 december 1940 en werd op 19 december begraven op de begraafplaats Zorgvlied in Amsterdam.

## Ajax
Als HBS-leerling richtte hij op 15 oktober 1893 samen met de medescholieren Floris Stempel, J. van der Net, G. van Hilten en Doudart de la Gree, Woortman, Jonkhart (zoon van de baas van café Jonkhart) en de gebroeders Thomasze een voetbalclub op. Zij noemden de voetbalclub 'Union', maar veranderden de naam al snel in 'Foothball Club Ajax' (inclusief de spelfout). Deze vriendenclub was de voorloper van het huidige Ajax. 
De spelers oefenden op de kale vlakte van het huidige Vondelpark. De wedstrijden werden gespeeld op een weiland achter café Jonkhart aan de Amstelveenseweg. In 1894 huurde het team voor zes maanden een terrein onder aan de Willemsbrug in het Willemspark (Amsterdam), voor een bedrag van ƒ 15,00. De clubkleuren waren rood/wit, verticaal gestreept.
In 1896, aan het eind van hun HBS-tijd, vertrok een aantal clubleden uit Amsterdam. De overige leden begaven zich op vrijersvoeten en het voetbalenthousiasme was tanende. In maart 1900 besloten de drie overblijvers van 'Foothball Club Ajax' – Han Dade, Floris Stempel en Carl Bruno Reeser – een brief te laten rondgaan. Deze brief was gericht aan alle mogelijk geïnteresseerden en riep op om na te denken over de oprichting van "een geheel nieuwe voetbal vereeniging". En met succes, want op 18 maart 1900 werd in café Oost-Indië in de Kalverstraat tot oprichting over gegaan van 'Football Club Ajax' (nu goed gespeld). 
Dade was van 1900 tot 1903 en van 1914 tot 1923 vicevoorzitter. Van 1903 tot 1906 penningmeester en van 1910 tot 1912 was hij voorzitter van Ajax. Later werd hij erevoorzitter.

## Filatelie
Op 18 februari 1928 nam hij samen met de heren P.H. Frohlich en H.J.J. Verleg het initiatief tot het oprichten van een Enkhuizer vereniging van postzegelverzamelaars. De leden van het oprichtingscomité stuurden aan alle bij hen bekende postzegelverzamelaars per briefkaart een uitnodiging voor de oprichtingsbijeenkomst. De oprichting vond plaats op 1 maart 1928. De vereniging kreeg de naam 'de Verzamelaar' en was statutair gevestigd te Enkhuizen. Han Dade werd tot voorzitter gekozen. In mei 2009 is de vereniging, die inmiddels de naam Philatelica Enkhuizen West-Friesland Oost had gekregen, opgeheven.